# Zuunmod
Zuunmod (tiếng Mông Cổ: Зуунмод) là tỉnh lị của tỉnh Töv tại Mông Cổ. Năm 2006, thành phố có 14.660 dân và có diện tích là 19,18 km².

## Vị trí
Zuunmod nằm trên độ cao 1529 m so với mực nước biển ở phía nam và tăng lên tới 2256 m tại dãy núi Bogd Khan Uul. Thành phố nằm cách thủ đô Ulan Bator 43 km và được kết nối trong vòng một giờ trên một tuyến đường trải nhựa.

## Lịch sử
Ngày 13 tháng 6 năm 1696, quân đội địa phương của người Khalka và người Oriat dưới sự chỉ huy của Hãn Galdan, thủ lĩnh vùng Tây Mông đã bị quân Mãn Thanh do hoàng đế Khang Hi phái đến đánh bại. Vợ của Hãn Galdan bị giết chết, và Galdan đã tự vẫn sau đó. Sau chiến thắng này, Nhà Thanh đã phân chia Ngoại Mông và Nội Mông thành hai vùng.
Năm 1733 Tu viện Lạt-ma giáo Mandshir Khiid gần đô thị hiện nay được hình thành và là một trong những địa điểm tôn giáo lớn nhất toàn Mông Cổ khi đó có những nghi lễ đã thu hút tới 1000 vị sư thầy.
Năm 1942 Zuunmod trở thành tỉnh lị của tỉnh Töv sau khi thủ đô Ulan Bator trở thành một đơn vị hành chính riêng biệt.

## Kinh tế
Vào năm 2004, Zuunmod có 24.000 đầu gia súc. Chúng bao gồm 12.000 con cừu, 8.500 con dê, 2.000 con bò nhưng không có lạc đà.

## Người nổi tiếng
- Ganzorigiin Mandakhnaran, đô vật

## Hình ảnh

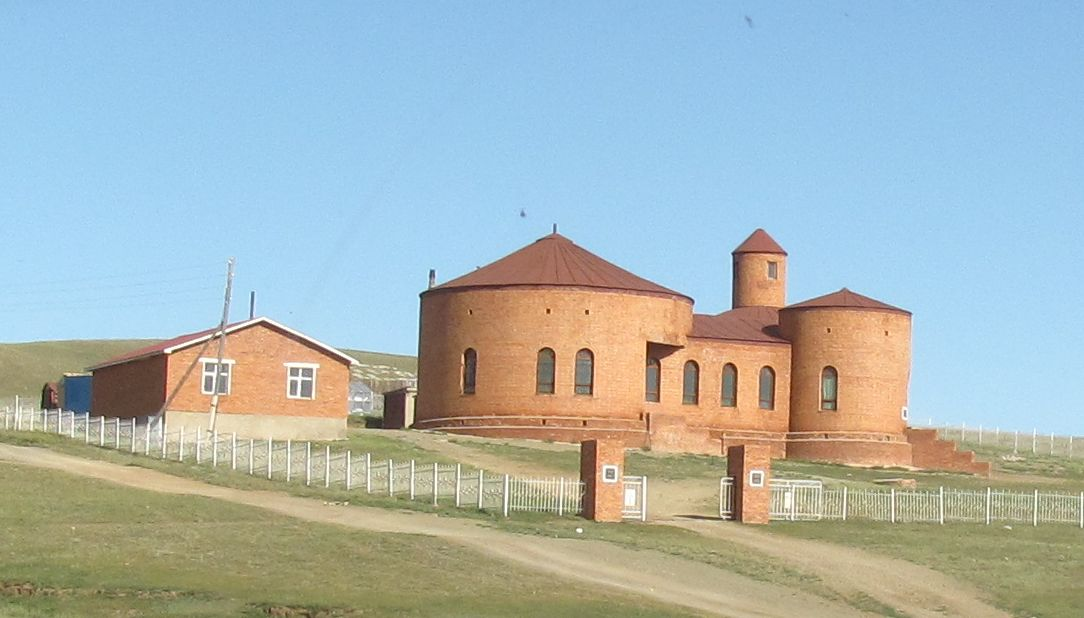
Nhà thờ Công giáo
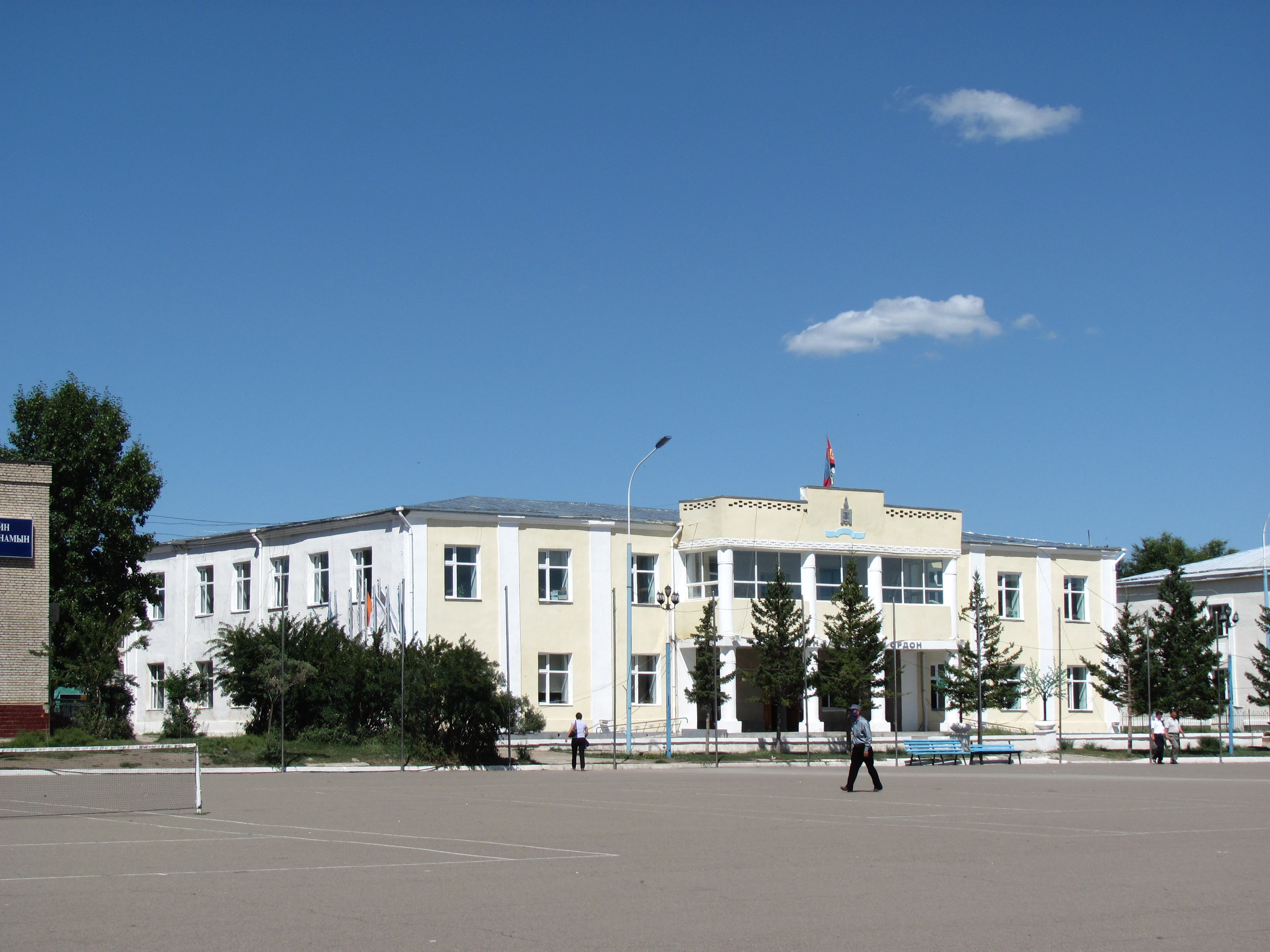
Tòa thị chính